# Суордах
Суордах (рос. Суордах) — село Верхоянського улусу, Республіки Саха Росії. Входить до складу Суордаського наслегу.
Населення — 407 осіб (2002 рік).
Село розташоване за 402 кілометри від адміністративного центру улусу — міста Верхоянська.